# Sevda Altunoluk
Sevda Altunoluk, est une joueuse de goalball paralympique turque. Elle évolue au Yenimahalle Belediyespor à Ankara. Elle est membre de l'équipe nationale et a été nommée plusieurs fois meilleure buteuse. Elle a remporté, avec l'équipe turque, deux titres aux Jeux paralympiques, à Rio en 2016 puis à Tokyo en 2021.
En 2021, elle est désignée comme l'une des 100 femmes de la BBC.